# Kittie
Kittie – kanadyjska żeńska grupa wykonująca szeroko pojętą muzykę rockową. Powstała w 1996 roku w London w prowincji Ontario w Kanadzie.

## Muzycy
Obecny skład zespołu
- Morgan Lander – śpiew, gitara (od 1996)
- Mercedes Lander – perkusja, śpiew, pianino (od 1996)
- Tara McLeod – gitara (od 2005)

Byli członkowie zespołu
- Tanya Candler – gitara basowa (1996–1999)
- Fallon Bowman – gitara (1996–2001)
- Jennifer Arroyo – gitara basowa (2002–2005)
- Talena Atfield – gitara basowa (1999–2002)
- Ivy Vujic – gitara basowa (2007–2012)
- Trish Doan (zmarła) – gitara basowa (2005–2007, 2012–2017)[2]

Muzycy koncertowi
- Jeff Phillips – gitara (2001–2004)
- Lisa Marx – gitara (2004–2005)

## Dyskografia

### Albumy
| 1998                           | Kittie (EP) - Data: 1998 - Wydawca: brak (wydanie własne)           | —   | —  | —  | —   |               |
| 2000                           | Spit - Data: 11 stycznia 2000 - Wydawca: Artemis Records            | 79  | 14 | —  | —   | - RIAA: złoto |
| 2000                           | Paperdoll (EP) - Data: 12 grudnia 2000 - Wydawca: Artemis Records   | —   | 22 | —  | —   |               |
| 2001                           | Oracle - Data: 30 października 2001 - Wydawca: Artemis Records      | 57  | 3  | 91 | 121 |               |
| 2002                           | Safe (EP) - Data: 19 listopada 2002 - Wydawca: Artemis Records      | —   | —  | —  | —   |               |
| 2004                           | Until the End - Data: 27 lipca 2004 - Wydawca: Artemis Records      | 105 | 4  | —  | —   |               |
| 2006                           | Never Again (EP) - Data: 2006 - Wydawca: Rock Ridge Music           | —   | —  | —  | —   |               |
| 2007                           | Funeral for Yesterday - Data: 20 lutego 2007 - Wydawca: X of Infamy | 101 | 7  | —  | —   |               |
| 2009                           | In The Black - Data: 15 września 2009 - Wydawca: E1 Music           | 133 | 23 | —  | —   |               |
| 2011                           | I've Failed You - Data: 30 sierpnia 2011 - Wydawca: E1 Music        | 178 | —  | —  | —   |               |
| "—" pozycja nie była notowana. |                                                                     |     |    |    |     |               |

### Single
| Year                           | Title                   | US Main. | UK  | Album                 |
| ------------------------------ | ----------------------- | -------- | --- | --------------------- |
| 2000                           | "Brackish"              | —        | 46  | Spit                  |
| 2000                           | "Charlotte"             | —        | 60  | Spit                  |
| 2001                           | "What I Always Wanted"  | —        | —   | Oracle                |
| 2001                           | "Run Like Hell"         | —        | —   | Oracle                |
| 2001                           | "In Winter"             | —        | —   | Oracle                |
| 2004                           | "Into the Darkness"     | —        | 116 | Until the End         |
| 2006                           | "Funeral for Yesterday" | 40       | —   | Funeral for Yesterday |
| 2007                           | "Breathe"               | —        | —   | Funeral for Yesterday |
| 2011                           | "We Are the Lamb"       | —        | —   | I've Failed You       |
| "—" pozycja nie była notowana. |                         |          |     |                       |

## Teledyski
| Rok  | Tytuł                   | Reżyseria                       |
| ---- | ----------------------- | ------------------------------- |
| 1999 | "Brackish"              | Candave Corelli, Juli Berg      |
| 2000 | "Charlotte"             | —                               |
| 2001 | "What I Always Wanted"  | —                               |
| 2001 | "Run Like Hell"         | Daniel C. Artfield              |
| 2004 | "Into the Darkness"     | Greg Kaplan, Rafaela Monfradini |
| 2006 | "This Too Shall Pass"   | Brett Novak                     |
| 2007 | "Funeral for Yesterday" | Vincent Giordano                |
| 2009 | "Cut Throat"            | David Brodsky                   |
| 2010 | "Sorrow I Know"         | David Brodsky                   |
| 2010 | "Die My Darling"        | —                               |
| 2011 | "My Plague"             | —                               |
| 2011 | "We Are the Lamb"       | —                               |